# Haus Heinemann (Bremen)
Das Haus Heinemann, auch als Villa Sponte bezeichnet, befindet sich in Bremen, Stadtteil Östliche Vorstadt, Ortsteil Steintor, Osterdeich 59B. Es entstand 1928 nach Plänen von Heinrich J. Kayser.

Das Gebäude steht seit 1995 unter Bremer Denkmalschutz.

## Geschichte
Das zweigeschossige, verklinkerte Wohnhaus mit Walmdach wurde 1928 in der Epoche der Zwischenkriegszeit für den Kaufmann und württembergischen Konsul (1925–1938) Ernst Heinemann (1882–?), Inhaber der Kaffeegroßhandlung Brill & Heinemann gebaut. Seine Tochter Agnes Ronning, geb. Heinemann (1914–2003) war mit dem Unternehmer Otto Ronning (1905–1983), Sohn und Erbe des bedeutenden Kaffeerösters Carl Ronning, verheiratet.

Nach 1945 wurde das Haus überwiegend für Bürozwecke genutzt und als Wohnung. 2004, nach dem Tod von Agnes Ronning, kauften und sanierten die Werbegrafikerin und Bau - Geschäftsführerin Ida Büssing und ihr Mann der Energieexperte Thomas Feischen das Haus. Sie gründeten 2012 den Verein Villa Sponte – Zeitkultur, der Ausstellungen, Vorträge, Lesungen, Fortbildungen Singabende, Konzerte und Theatervorführungen durchführt.